# 董孝利
董孝利（1957年6月—），男，中国炼油化工专家，中国化学会会士，曾任中海石油炼化有限责任公司总经理、党委书记，中国化学会副理事长。